# 聞老遺事
聞老遺事（ぶんろういじ）は、文政5年（1822年）、盛岡藩士 梅内祐訓による南部家始祖から29代重信間の事跡、地方史料を集積した著書。
『南部叢書』 第2冊（南部叢書刊行会 編、梅内祐訓 著、南部叢書刊行会 昭和3年（1928年））に収録。昭和45年（1970年）に復刻版出版。